# Брухвайлер
Брухвайлер (нем. Bruchweiler) — община в Германии, в земле Рейнланд-Пфальц.
Входит в состав района Биркенфельд. Подчиняется управлению Херштайн. Население составляет 505 человек (на 31 декабря 2010 года). Занимает площадь 8,13 км².